# Día de Cassinga
El Día de Cassinga es un día nacional en Namibia que recuerda la Masacre de Cassinga. Conmemorada anualmente el 4 de mayo, la fecha «recuerda a los (aproximadamente 600) asesinados en 1978 cuando las Fuerzas de Defensa de Sudáfrica atacaron una base de la SWAPO en Cassinga, en el sur de Angola».  Las conmemoraciones están marcadas anualmente por ceremonias en el Acre de los Héroes en las afueras de Windhoek. A estas ceremonias asisten muchas figuras políticas nacionales importantes, incluido el actual presidente Hage Geingob y los ex presidentes Hifikepunye Pohamba y Sam Nujoma (a partir de 2016).

## 4 de mayo de 1978
En la mañana del 4 de mayo de 1978, las Fuerzas de Defensa de Sudáfrica realizaron un ataque aéreo en el campamento de Cassinga, cerca del pueblo de Cassinga, seguido de un despliegue de paracaidistas. El campamento estaba habitado por simpatizantes de la SWAPO exiliados y sus familias. En este ataque murieron 165 hombres, 294 mujeres y 300 niños. Más tarde, ese mismo día, también fue atacado el campamento cercano Vietnam en el pueblo de Tchetequela. A 2016, las tumbas aún no están señaladas, pero el gobierno de Namibia planea erigir un sitio conmemorativo.